# Décès en août 2006
Décès
- 2002
- 2003
- 2004
- 2005
- 2006
- 2007
- 2008
- 2009
- 2010

Pour une information complémentaire, voir la page d'aide.

| Date     | Nom                                            | Activités | Âge | Source |
| -------- | ---------------------------------------------- | --- | --- | ------ |
| 1er août | Vincent Dole                                   | chercheur américain                                                                                                   | 93  |        |
| 1er août | Gabriel Kaspereit                              | homme politique français                                                                                              | 87  |        |
| 1er août | Jason Rhoades                                  | artiste américain | 41  |        |
| 1er août | Bob Thaves                                     | dessinateur de BD américain                                                                                           | 81  |        |
| 1er août | Johannes Willebrands                           | cardinal néerlandais                                                                                                  | 96  |        |
| 2 août   | Maurice Kriegel-Valrimont                      | résistant et homme politique français                                                                                 | 92  |        |
| 2 août   | Kim McLagan                                    | mannequin britannique                                                                                                 | 57  |        |
| 2 août   | Ferenc Szusza                                  | footballeur hongrois                                                                                                  | 82  |        |
| 3 août   | Paul Anderbouhr                                | peintre français | 97  |        |
| 3 août   | Aaron Robin Brock                              | guitariste et compositeur canadien                                                                                    | 31  |        |
| 3 août   | Arthur Lee                                     | rockeur américain | 61  |        |
| 3 août   | Elisabeth Schwarzkopf                          | soprano allemande | 90  |        |
| 4 août   | John Alderson                                  | acteur anglais | 90  | (en)   |
| 4 août   | Elden Auker                                    | joueur de baseball américain                                                                                          | 95  |        |
| 4 août   | Julio Galán                                    | peintre mexicain | 47  | (en)   |
| 4 août   | Tony Odgen                                     | chanteur américain | 44  |        |
| 4 août   | Nandini Satpathy                               | femme politique et écrivaine indienne                                                                                 | 75  |        |
| 5 août   | Adrienne Clostre                               | compositrice française                                                                                                | 84  |        |
| 5 août   | Hugo Schiltz                                   | homme politique belge                                                                                                 | 78  |        |
| 5 août   | Daniel Schmid                                  | réalisateur suisse | 64  |        |
| 6 août   | Jim Pomeroy                                    | pilote américain de moto-cross                                                                                        | 53  |        |
| 7 août   | Lois January                                   | actrice américaine | 92  |        |
| 7 août   | Robert MacCullough                             | militant américain | 64  |        |
| 7 août   | Claude Verdan                                  | professeur de médecine suisse. Pionnier de la chirurgie de la main.                                                   | 97  |        |
| 8 août   | Gustavo Arcos Bergnes                          | dissident cubain. Ambassadeur de Cuba en Belgique de 1960 à 1964.                                                     | 79  |        |
| 8 août   | Bernard Evein                                  | décorateur français                                                                                                   | 77  |        |
| 8 août   | Sylvère Monod                                  | angliciste français                                                                                                   | 84  |        |
| 8 août   | Jean Vodaine                                   | poète français | 85  |        |
| 9 août   | Andry, de son vrai nom Andrienne de Senarclens | peintre suisse | 93  |        |
| 9 août   | James Alfred van Allen                         | physicien et astronome américain                                                                                      | 91  |        |
| 9 août   | Anga Díaz                                      | percussionniste cubain                                                                                                | 45  |        |
| 9 août   | Prince Christoph von Hohenlohe (en)            | prince et aristocrate suisse. Fils de l'actrice suisse Princesse Ira von Fürstenberg.                                 | 49  |        |
| 10 août  | Roland Francisci                               | homme politique français                                                                                              | 68  |        |
| 10 août  | Olivier Lecerf                                 | haut fonctionnaire français. PDG de Lafarge de 1974 à 1989 et administrateur de L'Oréal de 1990 à 2004.               | 77  |        |
| 10 août  | Pierre Schwed                                  | résistant français, spécialiste reconnu des questions de géostratégie                                                 | 83  |        |
| 10 août  | Yasuo Takei                                    | homme d'affaires japonais. L'homme le plus riche du Japon.                                                            | 76  |        |
| 11 août  | Salma Al-Haffar Al-Kouzbari                    | auteur syrienne | 83  |        |
| 11 août  | Marcel Bouqueton                               | peintre français | 84  |        |
| 11 août  | Jean-Marc Brouillette                          | homme d'affaires québécois                                                                                            | 65  |        |
| 11 août  | Raymond Courrière                              | homme politique français                                                                                              | 73  |        |
| 11 août  | Mike Douglas                                   | chanteur et animateur de télévision américain                                                                         | 81  |        |
| 12 août  | Carlos Belli-Bello                             | homme politique angolais. Ambassadeur de l'Angola en Côte d'Ivoire depuis novembre 2005.                              | ?   |        |
| 12 août  | Guido Depraetere                               | producteur belge | 59  |        |
| 12 août  | André Joly                                     | avocat et juge québécois                                                                                              | 79  |        |
| 12 août  | Camille Loiseau                                | doyenne des français                                                                                                  | 114 |        |
| 12 août  | Lucien Pascal                                  | comédien français | 100 |        |
| 13 août  | François Fabius                                | antiquaire et ancien champion d'équitation français. Frère de l'ancien Premier ministre Laurent Fabius.               | 62  |        |
| 13 août  | Tony Jay                                       | Acteur britannico-américain                                                                                           | 76  |        |
| 13 août  | Jacques Lamarche                               | romancier canadien | 84  |        |
| 13 août  | Jérôme Nicolin                                 | metteur en scène français                                                                                             | 58  |        |
| 14 août  | Bruno Kirby                                    | Acteur américain | 57  |        |
| 14 août  | Pierre-Noël Mayaud                             | scientifique français                                                                                                 | 82  |        |
| 15 août  | Te Arikinui Dame Te Atairangkaahu              | reine de la population maori de Nouvelle-Zélande depuis mai 1966.                                                     | 75  |        |
| 15 août  | Roger Nimy                                     | avocat et homme politique congolais. Ancien ministre de la Jeunesse, des Sports et des Loisirs.                       | ?   |        |
| 15 août  | Faas Wilkes                                    | footballeur néerlandais                                                                                               | 82  |        |
| 16 août  | Jérôme Nicolin                                 | comédien français | 57  |        |
| 16 août  | Julien Schepens                                | coureur cycliste belge                                                                                                | 70  |        |
| 16 août  | Alfredo Stroessner                             | président du Paraguay de 1954 à 1989                                                                                  | 93  |        |
| 17 août  | André Dequae                                   | homme politique belge                                                                                                 | 90  |        |
| 17 août  | Bernard Rapp                                   | journaliste, écrivain et réalisateur français                                                                         | 61  |        |
| 18 août  | Fernand Gignac                                 | comédien et chanteur canadien                                                                                         | 72  |        |
| 18 août  | Hubert Mouly                                   | homme politique français. Maire de Narbonne de 1971 à 1999.                                                           | 81  |        |
| 19 août  | Jacqueline Beytout                             | femme d'affaires française. PDG et directrice de la publication Les Échos de 1966 à 1989.                             | 88  |        |
| 19 août  | Bernard Fabre-Garrus                           | chef de chœur français                                                                                                | 62  |        |
| 19 août  | Oscar Míguez                                   | Footballeur international uruguayen.                                                                                  | 78  | (es)   |
| 20 août  | Claude Blanchard                               | comédien et chanteur canadien                                                                                         | 74  |        |
| 20 août  | Renate Brausewetter                            | actrice allemande | 101 |        |
| 20 août  | Gérard Saclier de La Bâtie                     | Généalogiste et militant légitimiste français.                                                                        | 94  |        |
| 20 août  | Ian Dubé                                       | boxeur canadien | 25  |        |
| 20 août  | Joe Rosenthal                                  | photographe américain                                                                                                 | 94  |        |
| 21 août  | Bismillah Khan                                 | musicien indien | 91  |        |
| 21 août  | Jon Lilletun                                   | homme politique norvégien. Ministre de l'Éducation, de la Recherche et des Affaires religieuses de 1997 à 2000.       | 60  |        |
| 21 août  | Yizhar Smilansky                               | écrivain israélien | 89  |        |
| 22 août  | Ahmed Cherkaoui                                | homme politique marocain. Secrétaire d'État aux Affaires étrangères de 1974 à 1977, de 1985 à 1986 et de 1992 à 1994. | 76  |        |
| 23 août  | Maynard Ferguson                               | trompettiste et chef d'orchestre canadien                                                                             | 78  |        |
| 23 août  | Walter Steffens                                | gymnaste allemand | 97  |        |
| 23 août  | Jacques Wildberger                             | compositeur suisse | 84  |        |
| 23 août  | Park Yeonghan                                  | écrivain sud-coréen                                                                                                   | 58  |        |
| 23 août  | Ed Warren                                      | démonologue et écrivain américain                                                                                     | 79  |        |
| 24 août  | Mokhtar Ben Nacef                              | Footballeur puis entraîneur tunisien.                                                                                 | 78  |        |
| 24 août  | Léopold Simoneau                               | chanteur québécois | 90  |        |
| 24 août  | Fernanda de Utrera                             | chanteuse espagnole                                                                                                   | 83  |        |
| 24 août  | John Weinzweig                                 | compositeur canadien                                                                                                  | 93  |        |
| 25 août  | Bernard Birsinger                              | homme politique français. Maire de Bobigny depuis 1995.                                                               | 51  |        |
| 25 août  | Noor Hassanali                                 | président de Trinité-et-Tobago de 1987 à 1997                                                                         | 88  |        |
| 25 août  | Sylva Kapoutikian                              | poétesse arménienne                                                                                                   | 87  |        |
| 26 août  | Rainer Barzel                                  | homme politique allemand                                                                                              | 82  |        |
| 26 août  | François Lamoureux                             | haut fonctionnaire et homme politique français                                                                        | 59  |        |
| 26 août  | Père Marie-Dominique Philippe                  | Fondateur de la Communauté Saint-Jean                                                                                 | 93  |        |
| 27 août  | María Capovilla                                | doyenne de l'humanité                                                                                                 | 116 |        |
| 27 août  | Paul Gutty                                     | coureur cycliste français                                                                                             | 63  |        |
| 27 août  | Hrishikesh Mukherjee                           | réalisateur indien | 83  |        |
| 28 août  | Donald Chipp                                   | homme politique australien, ancien ministre.                                                                          | 81  |        |
| 28 août  | Paul Nikièma                                   | homme politique burkinabè. Ancien ministre.                                                                           | 82  |        |
| 28 août  | Pip Pyle                                       | batteur britannique                                                                                                   | 56  |        |
| 28 août  | William Quinn                                  | homme politique américain. Gouverneur d'Hawaï de 1957 à 1962.                                                         | 87  |        |
| 28 août  | Benoît Sauvageau                               | homme politique canadien                                                                                              | 42  |        |
| 28 août  | Melvin Schwartz                                | physicien américain                                                                                                   | 73  |        |
| 28 août  | Sir Alfred Sherman                             | homme politique britannique, ancien conseiller de Margaret Thatcher                                                   | 86  |        |
| 29 août  | Youenn Gwernig                                 | musicien et sculpteur français                                                                                        | 81  |        |
| 29 août  | Benjamin Rawitz                                | pianiste belge | 60  |        |
| 29 août  | Jumpin' Gene Simmons                           | chanteur américain | 69  |        |
| 30 août  | Glenn Ford                                     | acteur américain | 90  |        |
| 30 août  | Naguib Mahfouz                                 | écrivain égyptien | 94  |        |
| 30 août  | Hector Monro                                   | homme politique britannique                                                                                           | 83  |        |